# 영가군
영가군 이효길(永嘉君 李孝吉, 1599년 ∼ 1637년)은 조선중기의 왕족으로 병자호란 때 남한산성에 포위된 인조를 구하다 전사하였다.

## 생애
조선중기의 왕족으로 본관은 전주, 휘는 효길(孝吉)이다. 덕흥대원군의 증손이며, 선조의 백형(伯兄) 하원군의 손자이다. 아버지는 종실 연성수(蓮城守) 이복령(李福齡)이며, 어머니는 안동인(安東人) 권응성(權應星)의 딸로 신인 안동권씨(愼人 安東權氏)이다.
부인은 덕수인(德水人) 장운상(長雲翔)의 딸로 현부인 덕수장씨(縣夫人 德水長氏)이다.
연성수의 장남으로 기해(己亥) 1599년(선조 32)에 탄생하였다. 초수(初授) 영가부수(永嘉副守)에 제수되었다. 1617년(광해 9) 11월 25일 서궁 폐비 문제에 대한 상소를 논의할 때 여러 종실과 함께 의논드리길, "공론은 흔쾌히 따름으로써 종묘 사직을 안정시키소서." 하였다. 1618년(광해 10) 2월 6일 서궁 폐비 문제로 연일 논의가 있었는데 정청(庭請)에 참여하지 않은 종실(宗室)로 처음부터 끝까지 정청의 대열에 참여하지 않았다고 하여 이이첨 무리가 양사(사헌부와 사간원)을 시켜 "임금을 잊고 역적을 비호한 그들의 죄를 다스리지 않을 수 없습니다. 하면서 멀리 유배보내도록 명하소서." 상소하여 유배되었다. 1623년(인조 1) 인조가 즉위하고 귀양에서 풀려났다.
1627년(인조 5) 정묘호란(丁卯胡亂)이 일어나 인조가 강화도로 몽진할 때 어가를 호종하였고, 병자(丙子) 1636년(인조 14) 병자호란(丙子胡亂)이 일어나자 인조가 남한산성으로 몽진하였으나 청나라 군대에게 포위되어 있다는 소식을 듣고, 이복동생 광성군(廣城君) 이제길(李悌吉)과 논의하고, 이에 전 찰방 원성모(元成模), 전 첨절제사 장운상(張雲翔), 사인 원이길, 무인 원영길, 주부 홍요경(洪堯儆), 장사 기득윤(奇得胤) 등이 서로 약속하여 맹세하고 의병을 모으니 모두가 공과 이복동생 광성군(廣城君) 이제길(李悌吉)을 추대하여 선봉장으로 삼아 남한산성에 다다라서 왕을 배알할 계책을 세웠다.
1637년(인조 15) 1월 초7일 길에서 적을 만나 반나절의 교전 끝에 죽이고, 빼앗은 것이 매우 많았으며, 행재소에 노획한 병기를 바치려 하였으나 적의 병사에 의해 길이 막혀서 앞으로 나아가지 못하고, 이에 부대를 교외에 주둔하여 기회를 살펴 수로를 이용하여 강화도에 이르고자 하였다. 이해 1월 13일에 청나라 군대가 사방에서 일어나고 산처럼 모여드니 중과부적으로 대적할 수 없어 안산으로 급히 후퇴하여 오이도 덕물 섬에 웅거하였다.
잠시 후 적진의 추격이 있었으며, 사방에서 함께 공격받고, 적군의 화살은 비 오듯 하는데 구원군도 없었으므로 이복동생 광성군과 장렬히 싸우다 전사하였다. 이때 향년 39세였다. 호란 때 부인과 3명의 아들도 같이 별세하였다.
묘소는 경기도 시흥시 정왕동에 있었으나 안산시의 도시계획으로 인해 충남 공주시 유구읍 동해리 산록에 이장하였다.
이때 공으로 승헌대부(承憲大夫) 영가군(永嘉君)에 추봉되었다. 1872년(고종 9) 12월 초2일 후사(後嗣)가 없어 고종의 명으로 선조의 6남 순화군(順和君)의 손자이자 순화군 양자 해안군(海安君) 이억(李億)의 3남 탐계군 이형(耽溪君 李日+兄)을 세웠다가 파양하고 다시 순화군의 5남 탐산수 이극(耽山君 李克)을 후사(後嗣)로 세웠으나 파양되었다. 경자(庚子) 1900년(광무 4) 고종황제 명으로 선조의 6남 순화군(順和君)의 7대손 이춘소(李春沼)에게 봉사(奉祀)하게 하였다.

## 가족관계
- 아버지 : 종실 연성수 이복령(蓮城守 李福齡, 1578년 - 1613년)
- 어머니(생모) : 신인 안동권씨(愼人 安東權氏, 1575년 - 1657년), 안동인(安東人) 권응성(權應星)의 딸.
  - 동복동생 : 영원수 이원길(永原守 李元吉, 1610년 - 1665년)
  - 동복여동생 : 이원예(李元禮, 1613년 - ?년), 안동인(安東人) 김방언(金邦彦)에게 출가.
- 1후실(父) : 양녀(良女) 수연대(守蓮代)
  - 이복동생 : 계양령 이예길(桂陽令 李禮吉, 1601년 - ?년)
  - 이복동생 : 수양령 이충길(樹陽令 李忠吉, 1599년 - 1650년)
- 2후실(父) : 광주 이씨(廣州 李氏), 이름은 백금(白今)이고, 광주인(廣州人) 이건(李建)의 딸.
  - 이복동생 : 광평부령 이지길(廣平副令 李智吉, ?년 - ?년)
  - 이복동생 : 광성군 이제길(廣城君 李悌吉, 1604년 - 1637년)
  - 이복동생 : 광천부령 이신길(廣川副令 李信吉, 1606년 - ?년)
- 3후실(父) : 연생(蓮生)
  - 이복동생 : 안산부령 이득길(安山副令 李得吉, 1612년(1609년) - ?년)
- 부인 : 현부인 덕수장씨(縣夫人 德水長氏), 덕수인(德水人) 장운상(長雲翔)의 딸.
  - 장남 : 이몽명(李夢命)
  - 2남 : 이준명(李俊命)
  - 3남 : 이이명(李頤命)
  - 봉사손(奉祀孫) : 이춘소(李春沼), 선조의 6남 순화군(順和君)의 7대손.
  - 장녀 : 순흥인(順興人) 안상망(安尙望)에게 출가.
  - 2녀 : 밀양인(密陽人) 박장운(朴長運)에게 출가.